# Uunarteq
Uunarteq, dansk navn: Kap Tobin er en lille grønlandsk bygd 7 km syd for Ittoqqortoormiit (dansk: Scoresbysund) i Østgrønland. Position: 70°24′ N 21°58′ V  
I 1926 flyttede et par fangerfamilier til stedet. Efter at telegraf og vejrstationen kom i 1947, blev antallet af fangerfamilierne efterhånden mindre. Stationen beskæftigede 20, med deres familier var de  120. Bygden havde på det tidspunkt en lille skole. Stationen  blev nedlagt 1980, og den sidste fangerfamilie forlod bygden i 2004. De fleste af husene ejes af indbyggerne i Ittoqqortoormiit, som benytter dem som sommerhuse. I nærheden af Kap Tobin er der eskimoruiner og en kilde med 60 grader varmt vand.